# Couvent des Filles de Saint-Michel

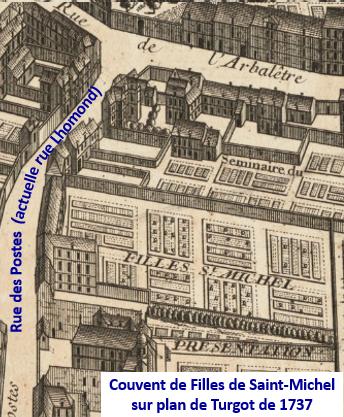
Couvent des Filles de Saint-Michel.

Couvent des Filles de Saint-Michel var ett kvinnofängelse och ett kloster för kvinnor ur augustinregeln, som låg vid 48–54 Rue des Postes (Rue Lhomond) i 5:e arrondissementet i Paris mellan 1724 och 1790.
Klostret fungerade som kvinnofängelse för "ångerfulla döttrar", som definierades som kvinnor som ville lämna antingen prostitution eller annan utomäktenskaplig sexualitet. Nunnorna övervakade både kvinnor som hade dömts till detta straff, och kvinnor och flickor som inte hade blivit dömda i domstol, utan hade kommit dit frivilligt, eller spärrats in där av sina familjer mot sin vilja. 
Klostret konfiskerades och stängdes under franska revolutionen 1790, och den tomma byggnaden såldes 1801. 